# Алея горіха волоського (пам'ятка природи, Кам'янець-Подільський район)
Але́я горі́ха воло́ського — ботанічна пам'ятка природи місцевого значення в Україні. Розташована в межах Кам'янець-Подільського району Хмельницької області, на схід від села Ходорівці. 
Площа 5 га. Статус надано згідно з рішенням облвиконкому від 4.09.1982 року № 278. Перебуває у віданні Служби автомобільних доріг у Хмельницькій області. 
Статус надано для збереження 2-рядної алеї горіха волоського, висадженої 1965 року вздовж автошляху Н 03 на відрізку Кам'янець-Подільський — Жванець. Довжина алеї понад 3 км. Висота дерев 10—12 м, діаметр понад 20 см. 
Пам'ятка природи «Алея горіха волоського» входить до складу національного природного парку «Подільські Товтри».